# Thyreocorinae
Sous-famille
Synonymes
- Corimelaeninae Uhler, 1871[2]

Les Thyreocorinae sont une sous-famille d'insectes hémiptères hétéroptères (punaises) de la famille des Cydnidae. Pour certains auteurs, elle est élevée au rang de famille à part entière, les Thyreocoridae. Ils comptent une douzaine de genres et environ 220 espèces.

## Description
Les Thyreocorinae sont souvent pris pour des petits coléoptères, car ils ont un corps plus ou moins arrondi, le plus souvent noir de jais, brillant, avec un scutellum caractéristique : très allongé, circulaire ou subcirculaire, gonflé, qui couvre presque tout l'abdomen et les ailes, à l'exception de la marge des hémélytres et l'extrémité de la membrane hémélytrale. Comme toutes les familles de Pentatomoidea, les Thyreocoridae ont 5 segments antennaires, contre 4 chez les autres familles. Les tibias portent de fortes épines, les tibias antérieurs sont élargis; les coxae (hanches) ont des peignes de soies, et les tarses ont trois segments. Ils mesurent de 3 à 8 mm de long dans le monde, et 3 à 5 mm en France. 

## Répartition et habitat
Les Corimelaenini sont cosmopolites, et les Thyreocorini se rencontrent dans le paléarctique (Thyreocoris), et en Afrique pour Strombosoma.  
Il existe 2 espèces en France métropolitaine.  
On les trouve dans les plantes basses, dans la mousse ou la litière. Le plus simple pour les trouver est de tamiser les sol sablonneux et les mousses. 

## Biologie
Les Thyreocorinae sont fouisseuses et vivent dans le sol. Elles remontent à la surface pour se nourire de graines tombées au sol, elles sont phytophages. Thyreocoris scarabaeoides, la seule espèce largement répandue en Europe, se nourrir sur les violettes (Viola (genre végétal) sp.). Corimelaena incognita, une espèce du Sud-Ouest de l'Amérique du Nord, est associée à Leucophyllum frutescens (Scrophulariaceae), et Corimelaena harti à Galium concinnum (Rubiaceae).
On rapporte des dégâts mineurs de ces punaises sur des cultures.  

## Systématique
Le statut de ce regroupement est encore discuté. Ses liens avec les Cydnidae sont établis, raison pour laquelle ils y sont compris depuis les travaux de Dolling en 1981, qui traite toutefois les Thyreocorinae et les Corimelaeninae comme deux sous-familles distinctes. Pour Schuh et Weirauch (2020), au contraire, sur la base des similarités dans la morphologie des organes génitaux des mâles, il s'agit de deux groupes (tribus) au sein d'un même ensemble.
Il existe également un débat sur le nom qui devrait primer. Pour certains, il devrait être Corimelaeninae, mais la plupart des auteurs continuent à utiliser celui de Thyreocorinae. 
Ainsi, on peut rencontrer aujourd'hui les conceptions suivantes : 
- les Thyreocoridae comme famille, avec deux sous-familles, Corimelaeninae et Thyreocorinae;
- les Thyreocorinae comme sous-famille au sein de la famille des Cydnidae, avec deux tribus, Corimelaenini et Thyreocorini;
- les Corimelaenidae comme nom de famille, avec deux sous-famille, Corimelaeninae et Thyreocorinae, ou Corimelaeninae comme sous-famille avec deux tribus, Comimelaenini et Thyreocorini.

Au niveau supérieur, ce groupe est compris dans les Pentatomoidea, infra-ordre des Pentatomomorpha.

En anglais, ils sont appelés « Black Bugs » (« punaises noires »), ou « Ebony Bugs » (« punaises d'ébène »).

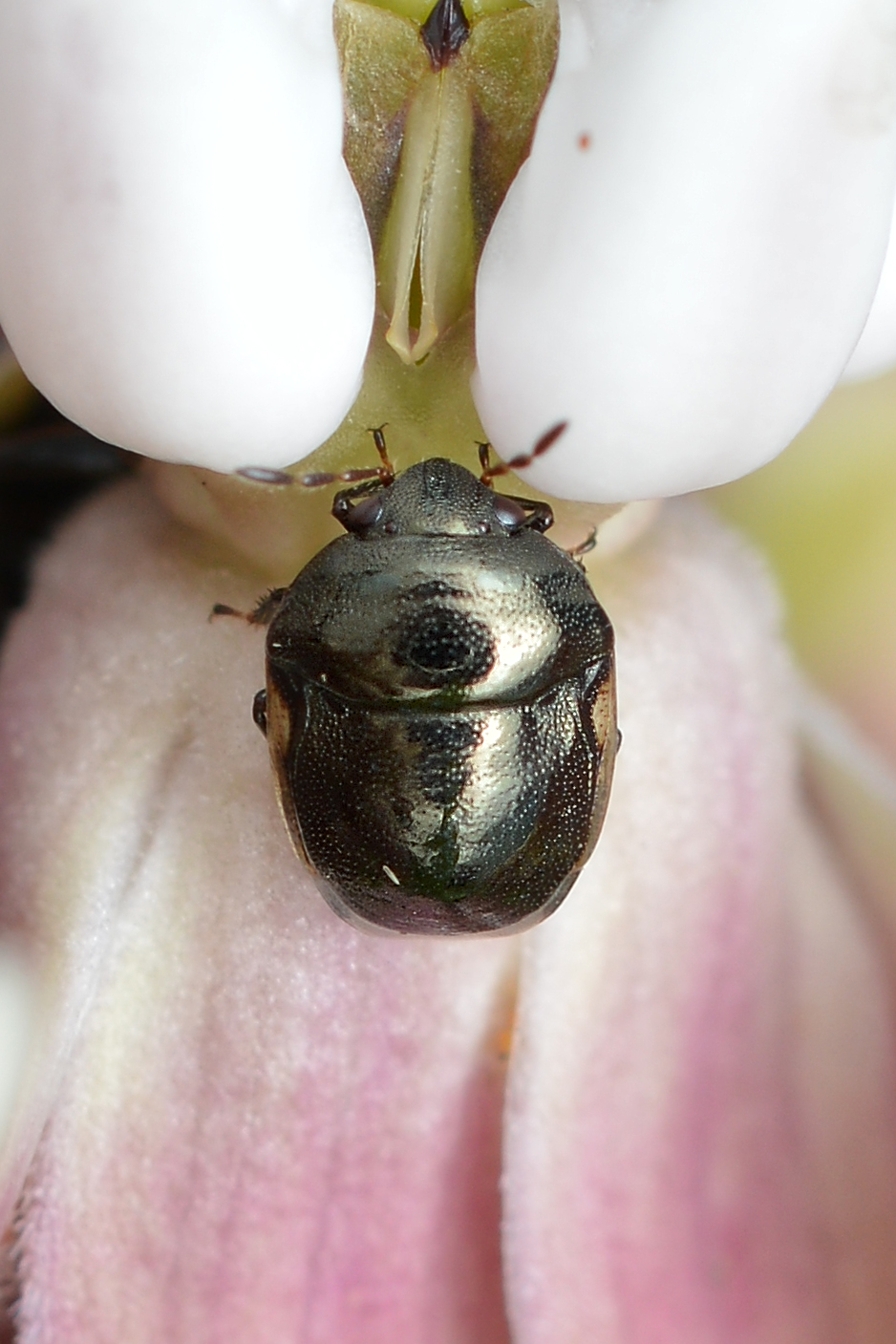
Corimelaeini sp., Ontario, Canada
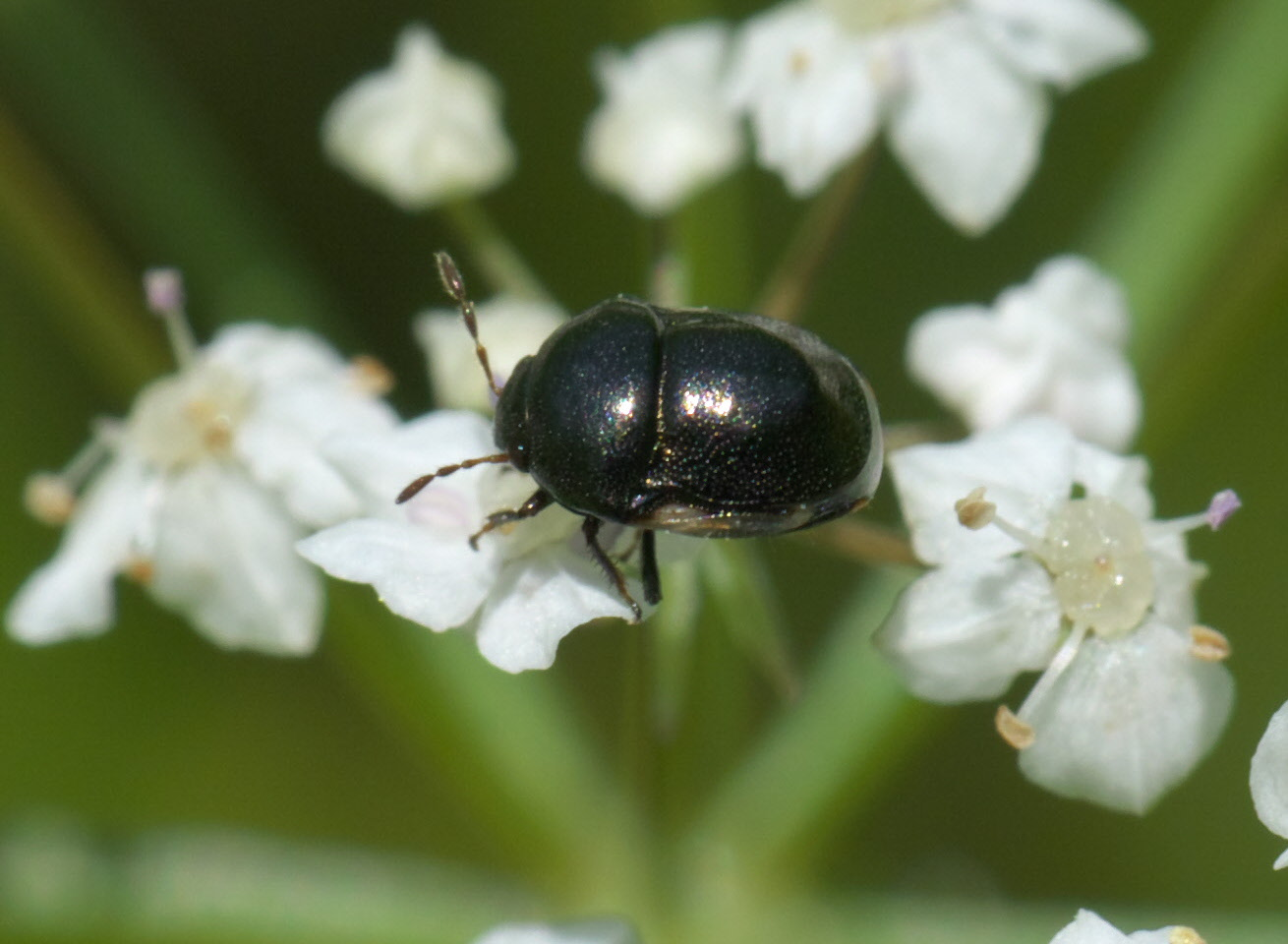
Corimelaena sp., Oklahoma
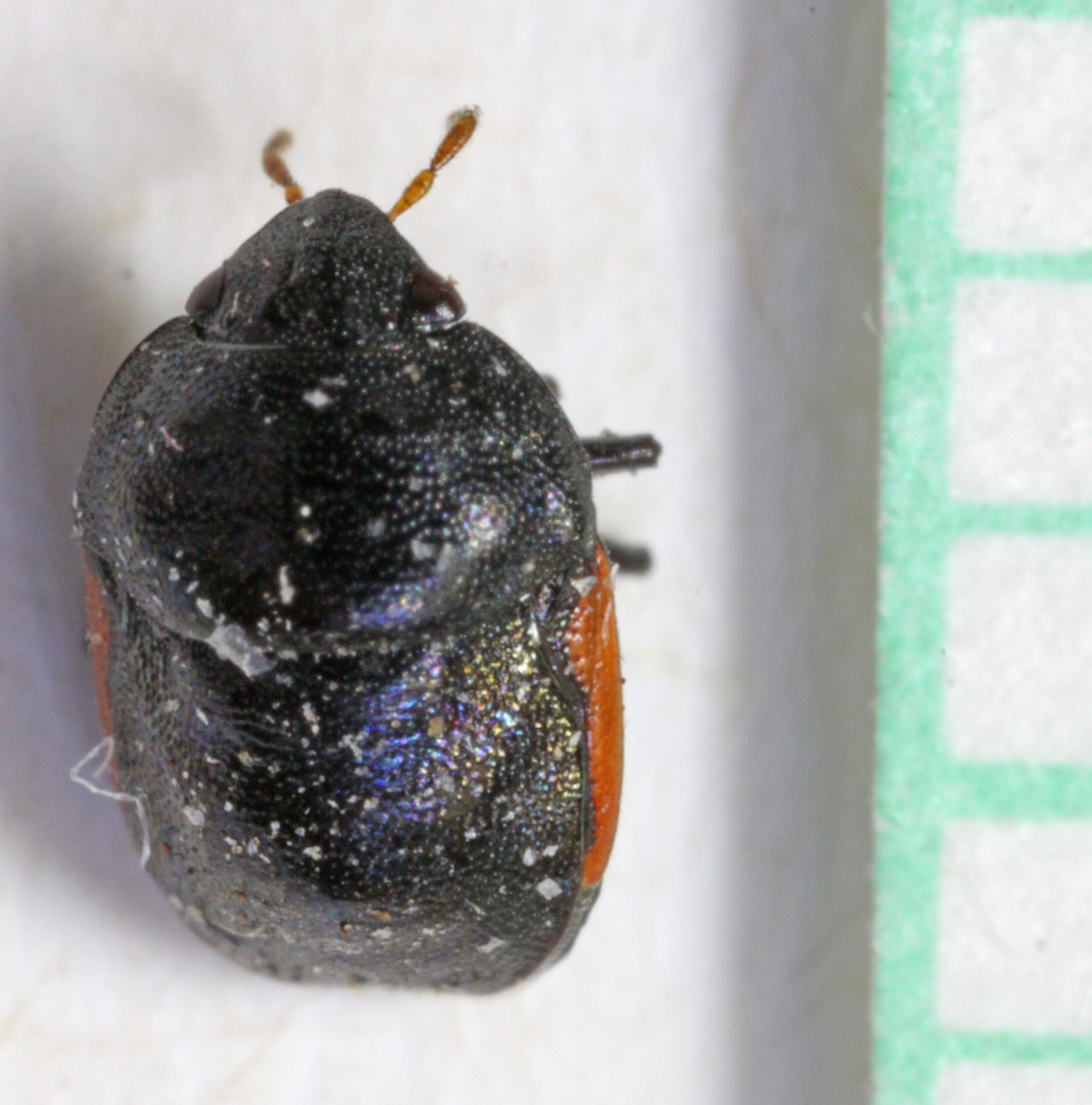
Corimelaena (Parapora) incognita, Utah

### Liste des tribus et des genres
Selon BioLib (15 juin 2022) :
- tribu Corimelaenini Uhler, 1871
  - genre Alkindus Distant, 1889
  - genre Amyssonotum Horváth, 1919
  - genre Corimelaena White, 1839
  - genre Cydnoides Malloch, 1919
  - genre Eumetopia Westwood, 1838
  - genre Galgupha Amyot & Serville, 1843
  - genre Godmania Horváth, 1919
  - genre Pericrepis Horváth, 1919
  - genre Pruhleria McAtee & Malloch, 1933
- tribu Thyreocorini Amyot & Audinet-Serville, 1843
  - genre Carrabas Distant, 1908
  - genre Strombosoma Amyot & Serville, 1843
  - genre Thyreocoris Schrank, 1801

### Espèces européennes
Selon Fauna Europaea (18 juin 2022), les espèces présentent sont les suivantes :
- Thyreocoris scarabaeoides (Linnaeus, 1758), dans toute l'Europe (sauf les îles de la Méditerranée), et jusqu'à l'Iran.
- Thyreocoris fulvipennis (Dallas, 1851), méditerranéo-atlantique, du Portugal à la Bulgarie et à la République tchèque.
- Thyreocoris balcanicus Schumacher, 1918, en Serbie et en Macédoine.
- Thyreocoris ohridanus Kormilev, 1936, en Macédoine et en Bulgarie.

### Espèces présentes au Québec
Deux genres sont représentés, Corimelaena et Galgupha, avec six espèces, dont Corimelaena pulicaria et Galgupha atra.